# Cornelia Wibmer
Cornelia Wibmer (* 1. Juli 1979) ist eine österreichische Handbikerin.

## Sportlicher Werdegang
Seit 2022 ist Cornelia Wibmer international als Handbikerin aktiv. In diesem Jahr gewann sie jeweils Bronze im Zeitfahren bei zwei Weltcup-Rennen. Bei den Europameisterschaften belegte sie im Zeitfahren Rang drei, im Straßenrennen stürzte sie und musste aufgeben. Bei den UCI-Paracycling-Straßenweltmeisterschaften 2022 im kanadischen Baie-Comeau wurde sie Vierte im Straßenrennen und Fünfte im Zeitfahren. 2023 errang sie erneut die Bronzemedaille bei einem Weltcup-Rennen in Ostende. 2024 gab sie ihr Paralympics-Debüt bei den Sommer-Paralympics 2024 in Paris.

## Ehrungen
Cornelia Wibmer wurde zur österreichischen Paracyclerin des Jahres 2022 gewählt.

## Erfolge
2022
- Weltcup in Elzach – Zeitfahren
- Weltcup in Québec – Straßenrennen
- Europameisterschaft – Zeitfahren

2023
- Weltcup in Ostende – Straßenrennen

2024
- Weltmeisterschaft – Zeitfahren